# Тимаев, Матвей Максимович
Матвей Максимович Тимаев (1796—1858) — российский педагог, действительный статский советник.

## Биография
Родился в Ревеле 6 (17) ноября 1796 года (или 7 ноября).
Первоначально воспитывался в Устюге, где отец его служил по лесному ведомству в качестве форстмейстера, затем поступил в Вологодскую губернскую гимназию, по окончании курса которой в 1811 году, как один из самых лучших учеников, был отправлен для дальнейшего образования в Петербургский педагогический институт.
По окончании курса в 1816 году вместе с тремя другими выпускниками института, К. Ф. Свенске, А. Г. Ободовским и Ф. И. Буссе, был командирован за границу для изучения различных методик начального образования, в особенности — метода взаимного обучения. Он побывал в Англии, Швейцарии, Шотландии, ознакомился с методами и системами воспитания Эндрю Белла, Ланкастера, Песталоцци и Фелленберга. В 1818 году, на обратном пути в Россию, были посещены учебные заведения Германии в Висбадене, Лейпциге, Дрездене, Галле и Берлине.
Полученные за границей знания Тимаеву почти не пришлось применить. Он был назначен преподавателем во вновь учрежденный учительский институт, причём взял на себя по собственному выбору преподавание истории и, кроме того, обучал воспитанников института декламации. Одновременно он был определён в качестве преподавателя географии во вновь учреждённый Военно-учительский институт.
Когда в 1823 году учительский институт был преобразован в 3-ю Петербургскую гимназию, Тимаев был утверждён при ней старшим учителем истории. В этом же году начинается педагогическая деятельность его при женских воспитательных заведениях, состоящих под покровительством императрицы Марии Феодоровны: 11 августа 1823 года он был определён учителем переводов в училище ордена св. Екатерины, а в 1824 году назначен на службу в классы Воспитательного общества благородных девиц в качестве преподавателя истории. В 1825 году он был назначен ещё и преподавателем русской словесности в Михайловское артиллерийское училище. В связи с назначением его помощником инспектора классов в училищах, Тимаев с 1827 года прекратил преподавание истории в гимназии, но в 1828 году был назначен адъюнктом всеобщей и русской истории при Главном Педагогическом институте, где преподавал до 1 августа 1832 года.
С 1833 года по 1841 год М. М. Тимаев был призван к преподаванию русской истории и географии дочерям Николая I: Марии, Ольге и Александре Николаевнам, а также принцессе Гессен-Дармштадтской, тогда невесте, а впоследствии супруге Александра II, Марии Александровне.
В 1845 году Тимаев стал членом учебного комитета, учрежденного при IV отделении Собственной Его Величества канцелярии для рассмотрения учебных пособий. 25 августа 1851 года был произведен в действительные статские советники.
Тимаеву принадлежит составление учебников и пособий, в основном по истории и словесности, в числе которых: «Начертание курса изящной словесности» (СПб.: тип. А. Плюшара, 1832. — 228 с.); «Тетрадь сокращенной русской грамматики» (СПб., 1839); «Histoire universelle, cours préparatoire à l’usage de la communauté Impériale des demoiselles» (2-е изд. — СПб., 1843); «Тетрадь всеобщей географии» (СПб., 1856) и др.
Умер от паралича 27 февраля (11 марта) 1858 года. Похоронен на Георгиевском (Большеохтинском) кладбище.

## Семья
Женился 17 августа 1825 года в Ревеле на купеческой дочери Екатерине Ивановне Филипповой. Их дети:
- Александр (25.06.1826—03.01.1885), преподаватель русского словесности Павловского института, статский советник; был женат с 9 апреля 1858 года на дочери генерал-майора Елизавете Константиновне Головачевской
- Константин (23.10.1827—?)
- Николай (19.01.1829—?), в 1863 году женился на Аполлинарии Александровне Щепотьевой
- Виктор (13.03.1830 — 12.01.1900), преподавал историю в 5-й Петербургской гимназии в 1856—1862 годах, русский язык и словесность в педагогических классах Александровского училища в 1862—1865 годах; впоследствии инспектор классов Павловского института, действительный статский советник.
- Михаил (28.03.1831—?)
- Павел (17.07.1832—21.10.1834)
- Владимир (15.07.1834—?)
- Мария (30.10.1836—?)
- Евгений (13.03.1838—03.09.1907), статский советник
- Ольга (04.12.1839—?)
- Александра (13.05.1842—10.10.1843).

## Награды
- Орден Святой Анны 2-й степени с Императорской короной (1833)
- Орден Святого Владимира 3-й степени (1837)
- Орден Святого Станислава 1-й степени (1845)
- Знак отличия за XL лет беспорочной службы (1855)